# Serverette
Serverette is een gemeente in het Franse departement Lozère (regio Occitanie) en telt 281 inwoners (2004). De plaats maakt deel uit van het arrondissement Mende.

## Geografie
De oppervlakte van Serverette bedraagt 17,1 km², de bevolkingsdichtheid is 16,4 inwoners per km².
De onderstaande kaart toont de ligging van Serverette met de belangrijkste infrastructuur en aangrenzende gemeenten.

## Demografie
Onderstaande figuur toont het verloop van het inwonertal (bron: INSEE-tellingen).